# Kalophryganea eocaenica
Kalophryganea eocaenica is een fossiele soort schietmot uit de familie Kalophryganeidae.